# Маре Марјановић
Маре Марјановић (1904. Аустроугарска — 6. март 1983) је бивши југословенски фудбалер.
Играо је за загребачки ХАШК у периоду од јула 1923. до јуна 1926.
Дрес репрезентације Југославије носио је шест пута. Дебитовао је као лијево крило 26. маја 1924. на Олимпијским играма, против Уругваја (0:7) у Колумбусу. Од националног тима се опростио 3. октобра 1926. против Румуније у Загребу (2:3).